# Объединение Сестёр Пресвятой Девы Марии Милосердия
Объединение Сестёр Пресвятой Девы Марии Милосердия, другое название — Сёстры Пресвятой Девы Марии Милосердного Утешения (итал. Ordine di Nostra Signora della Carità del Rifugio, Unione di Nostra Signora della Carità , UNDC) — женская монашеская конгрегация понтификального права, которую основал святой Иоанн Эд.

## История
Конгрегацию основал Иоанн Эд, который после своих проповедей в Нормандии, Бургундии и Бретани решил основать отельную монашескую общину для бывших проституток, захотевших жить монашеской жизнью. 25 ноября 1651 года Иоанн Эд при поддержке епископа Байё арендовал здание в городе Кан, в котором стали жить женщины-добровольцы, занимавшиеся миссионерской деятельностью среди проституток. Иоанн Эд написал для этой общины устав на основе правила святого Августина и назвал эту конгрегации «Сёстры Пресвятой Девы Марии Милосердного Утешения». Деятельность этой общины была утверждена на епархиальном уровне новым епископом Байё Эдуардом Моле. 2 января 1666 года Римский папа Александр VII утвердил устав сестёр Пресвятой Девы Марии Милосердного Утешения. После 1673 года монашеские общины конгрегации стали возникать по всей территории Франции. В 1853 году был открыт новый монастырь конгрегации в Дублине, который стал первой монашеской общиной за пределами Франции. Характерной чертой конгрегации была полная автономность каждой монашеской общины. Объединяющим элементом был устав, написанный святым Иоанном Эдом и утверждённый Римским папой Александром VII. Первую попытку реформирования конгрегации сделала святая Мария Евфразия, которая хотела сделать конгрегацию более централизованной. В результате Мария Евфразия основала отдельную конгрегацию под названием «Сёстры Пресвятой Девы Марии Милосердия Доброго Пастыря». В 1909 году состоялось общее собрание настоятельниц монашеских общин, во время которого была предпринята ещё одна попытка выбрать общую генеральную настоятельницу. После этого собрания сторонники централизации перешли в конгрегацию сестёр Пресвятой Девы Марии Милосердия Доброго Пастыря, которую основала Мария Евфразия.
В 40-е года XX столетия в конгрегации возникли две федерации. В 1944 году образовалась американская федерация монашеских домов и в 1945 году — французская федерация, объединявшая сестёр, проживавших во Франции, Испании, Португалии и Мексике. От этих двух федераций впоследствии образовались два различных объединения с чертами большей централизации. От французской федерации образовалась Объединение Пресвятой Девы Марии Милосердия (Латинское объединение), которое было утверждено Святым Престолом 3 октября 1967 года. Монахини, проживавшие в США, объединились в Северо-Американское объединение с центром в городе Каролтон, штат Огайо. Это объединение было утверждено Святым Престолом 23 марта 1979 года. В 2007 году эти две федерации были объединены в единую монашескую конгрегацию под названием «Объединение сестёр Пресвятой Девы Марии Милосердия» с единым централизованным органом во главе с генеральной настоятельницей.

## В настоящее время
Сёстры Пресвятой Девы Марии Милосердия наряду с традиционными тремя монашескими обетами (нищета, целомудрие и послушание) принимают отдельный обет апостольского служения.
Характерной чертой конгрегации является относительная автономность монашеских общин. В конгрегации по различным причинам постоянно происходит процесс объединения в различные федерации. В 2008 году в конгрегации насчитывалось 5 различных федераций.
Генеральный дом конгрегации находится в Риме. На 2007 год в конгрегации было 453 сестёр в 63 монашеских общинах.

## Источник
- Annuario Pontificio per l’anno 2007, Libreria Editrice Vaticana, Città del Vaticano, 2007, стр. 1487, ISBN 978-88-209-7908-9.
- Guerrino Pelliccia e Giancarlo Rocca (curr.), Dizionario degli Istituti di Perfezione (10 voll.), Edizioni paoline, Milano 1974—2003.